# Monica Hargrove
Monica Hargrove (Estados Unidos, 5 de febrero de 1983) es una atleta estadounidense especializada en la prueba de 4x400 m, en la que consiguió ser subcampeona mundial en pista cubierta en 2006.

## Carrera deportiva
En el Campeonato Mundial de Atletismo en Pista Cubierta de 2006 ganó la medalla de plata en los relevos de 4x400 metros, llegando a meta en un tiempo de 3:28.63 segundos, tras Rusia y por delante de Bielorrusia (bronce).